# Michael Kolganov
Michail Kolganov (Tashkent, 24 ottobre 1974) è un canoista israeliano di origine sovietica, più noto con il nome di Michael.
È nato in Uzbekistan, ma dal 1997 ha gareggiato per Israele, vincendo anche due titoli mondiali.
Ha vinto una medaglia di bronzo alle Olimpiadi di Sydney 2000 nel K-1 500 m.

## Palmarès
- Olimpiadi

Sydney 2000: bronzo nel K1 500 m.
- Mondiali

1998: oro nel K1 200 m e argento nel K1 500 m.
1999: oro nel K1 200 m.
- Campionati europei di canoa/kayak sprint

Zagabria 1999: oro nel K2 200m, bronzo nel K1 500m e K1 1000m.
Poznań 2000: oro nel K1 1000m e argento nel K1 500m.
Milano 2001: argento nel K1 500m.
Račice 2006: bronzo nel K2 200m.